# Crithagra leucoptera
Crithagra leucoptera е вид птица от семейство Чинкови (Fringillidae).

## Разпространение
Видът е разпространен в Южна Африка.